# Ardilleux
Ardilleux és un municipi francès situat al departament de Deux-Sèvres i a la regió de la Nova Aquitània. L'any 2007 tenia 152 habitants.

## Demografia

### Població
El 2007 la població de fet d'Ardilleux era de 152 persones. Hi havia 61 famílies de les quals 12 eren unipersonals (8 homes vivint sols i 4 dones vivint soles), 34 parelles sense fills i 15 parelles amb fills.
La població ha evolucionat segons el següent gràfic:
Habitants censats

### Habitatges
El 2007 hi havia 71 habitatges, 61 eren l'habitatge principal de la família, 3 eren segones residències i 7 estaven desocupats. Tots els 71 habitatges eren cases. Dels 61 habitatges principals, 50 estaven ocupats pels seus propietaris i 11 estaven llogats i ocupats pels llogaters; 1 tenia dues cambres, 4 en tenien tres, 8 en tenien quatre i 49 en tenien cinc o més. 47 habitatges disposaven pel capbaix d'una plaça de pàrquing. A 24 habitatges hi havia un automòbil i a 33 n'hi havia dos o més.

### Piràmide de població
La piràmide de població per edats i sexe el 2009 era:
| Homes | Edats   | Dones |
| ----- | ------- | ----- |
| 0     | 95 o +  | 0     |
| 4     | 90 a 94 | 0     |
| 0     | 85 a 89 | 4     |
| 0     | 80 a 84 | 0     |
| 0     | 75 a 79 | 0     |
| 0     | 70 a 74 | 4     |
| 20    | 65 a 69 | 4     |
| 4     | 60 a 64 | 16    |
| 4     | 55 a 59 | 0     |
| 12    | 50 a 54 | 0     |
| 4     | 45 a 49 | 16    |
| 12    | 40 a 44 | 0     |
| 8     | 35 a 39 | 0     |
| 0     | 30 a 34 | 8     |
| 4     | 25 a 29 | 0     |
| 0     | 20 a 24 | 0     |
| 4     | 15 a 19 | 0     |
| 0     | 10 a 14 | 8     |
| 8     | 5 a 9   | 0     |
| 4     | 0 a 4   | 0     |

## Economia
El 2007 la població en edat de treballar era de 92 persones, 64 eren actives i 28 eren inactives. De les 64 persones actives 58 estaven ocupades (33 homes i 25 dones) i 6 estaven aturades (1 home i 5 dones). De les 28 persones inactives 11 estaven jubilades, 8 estaven estudiant i 9 estaven classificades com a «altres inactius».

### Ingressos
El 2009 a Ardilleux hi havia 64 unitats fiscals que integraven 162 persones, la mediana anual d'ingressos fiscals per persona era de 13.503 €.

### Activitats econòmiques
Dels 3 establiments que hi havia el 2007, 1 era d'una empresa de comerç i reparació d'automòbils, 1 d'una empresa d'hostatgeria i restauració i 1 d'una empresa financera.
L'any 2000 a Ardilleux hi havia 13 explotacions agrícoles que ocupaven un total de 872 hectàrees.

## Poblacions més properes
El següent diagrama mostra les poblacions més properes.